# Anas puna
Spatula puna е вид птица от семейство Патицови (Anatidae).

## Разпространение
Видът е разпространен в Аржентина, Боливия, Перу и Чили.